# مانتلی مگزین

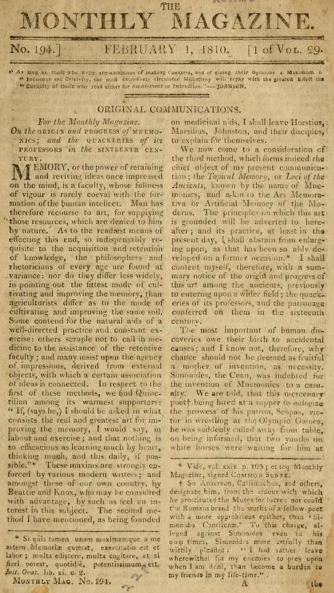
مانتلی مگزین، ۱۸۱۰ (کتابخانه جان آدامز، کتابخانه عمومی بوستون)

مانتلی مگزین (۱۸۴۳–۱۷۹۶) (به انگلیسی: Monthly Magazine) لندن در فوریه ۱۷۹۶ شروع به انتشار کرد.

## مشارکت‌کنندگان
ریچارد فیلیپس ناشر و مشارکت‌کننده در مسائل سیاسی بود. وی ویراستار ده سال اول فعالیت این مجله و جان آیکین متخصص بخش ادبی آن بود. سایر مشارکت‌کنندگان شامل ویلیام بلیک، ساموئل تیلور کولریج، جورج دایر، هنری نیل، چارلز لمب، و جیمز هاگ بودند. این مجله همچنین اولین مجموعه داستانی چارلز دیکنز را منتشر کرد، این اولین اثری بود که به طرح‌های بوز تبدیل شد.
شمارگان مجله در اوایل دهه ۱۸۳۰ حدود ۶۰۰ بود. از سال ۱۸۳۹ این مجله به مدت دو سال توسط فرانسیس فاستر برهام و جان آبراهام هرود ویرایش شد. محتوای مجله در آن دوره توسط یک تحلیلگر آمریکایی «سوسیالیسم جامعه‌گرا و آموزش کودک‌محور» توصیف شده است.